# Њу Винсор (Мериленд)
Њу Винсор (енгл. New Windsor) град је у америчкој савезној држави Мериленд.

## Демографија
По попису из 2010. године број становника је 1.396, што је 93 (7,1%) становника више него 2000. године.
| Група             | 2000.         | 2010.         |
| Белци             | 1.232 (94,6%) | 1.272 (91,1%) |
| Афроамериканци    | 50 (3,8%)     | 54 (3,9%)     |
| Азијати           | 1 (0,1%)      | 15 (1,1%)     |
| Хиспаноамериканци | 12 (0,9%)     | 23 (1,6%)     |
| Укупно            | 1.303         | 1.396         |